# Alekszej Alekszejevics Abrikoszov
Alekszej Alekszejevics Abrikoszov (orosz nyelven: Алексе́й Алексе́евич Абрико́сов) (Moszkva, 1928. június 25. – Palo Alto, 2017. március 29.) fizikai Nobel-díjas orosz-amerikai elméleti fizikus, egyetemi tanár, a Magyar Tudományos Akadémia tiszteleti tagja.

## Életpályája

### Magánélete
Abrikoszov Moszkva városában született, az akkori Szovjetunióban. Apja Alekszej Ivanovics Abrikoszov szovjet-orosz patológus (Lenin első balzsamozója) volt.

### Pályafutása
2003-ban fizikai munkásságáért és a kondenzált anyagok fizikáján belül elért tudományos eredményeiért fizikai Nobel-díjjal tüntették ki. 2007-ben a Magyar Tudományos Akadémia (MTA) tiszteleti tagjává választották (Fizikai Tudományok Osztálya).

## Művei
- Abrikossow, Gor'kov: Quantum field theory methods in statistical physics., 1961

## Díjai, kitüntetései, rangjai
- Lenin-díj (1966)
- Fritz London Memorial-díj (1972)
- SZSZKSZ Állami-díj (1982)
- Landau-díj (1989)
- A Sony Corporation John Bardeen-díja (1991)
- Fizikai Nobel-díj (2003)
- A Magyar Tudományos Akadémia (MTA) tiszteleti tagja a Fizikai Tudományok Osztályán (2007)